# Fingerspitzengefühl

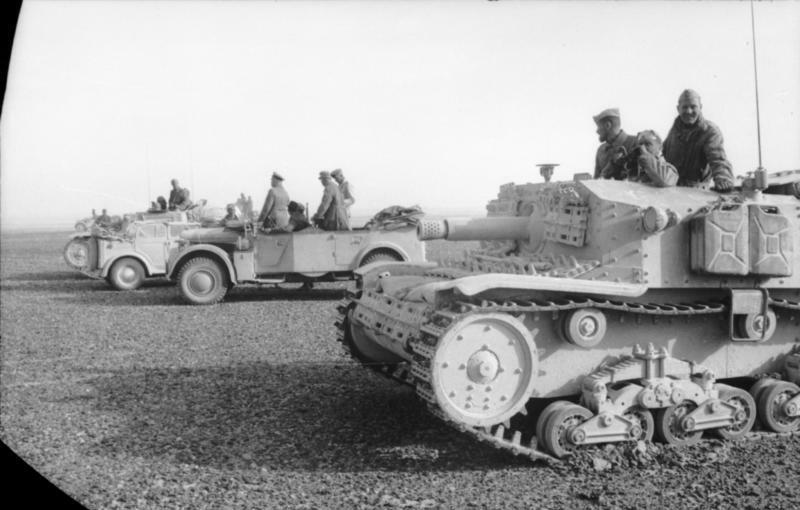
Erwin Rommel dirigiendo la Campaña en África del Norte.

Fingerspitzengefühl (del alemán intuición perspicaz) es un concepto militar definido inicialmente refiriéndose al Mariscal de Campo alemán Erwin Rommel. Consiste en una intuición propia de ciertos comandantes que les permite evaluar el escenario durante el transcurso de una operación bélica, en mitad de la confusión de la batalla, y tomar las decisiones tácticas necesarias para proporcionar avances. En algunas ocasiones se ha denominado como sexto sentido de la guerra que permite realizar un mapa cognitivo de la situación. El concepto fue utilizado de alguna forma por Napoleón, que lo denominaba “coup d’oeil”.

## Concepto
Se trata de una capacidad cognitiva relacionada con la posesión que pueden tener ciertas personas de conexión con las inteligencias múltiples, especialmente las relacionadas con el procesamiento de datos espaciales y visuales. Rommel poseía un elemento móvil, acompañado con un camión de 'enlace de radio' y una escolta mínima. Dejaba a cada columna un comandante en comunicación con él (7.ª División Panzer). En algunas ocasiones, sin haber conexión física entre Rommel y las tropas fuera de lo que era la radio, le permitía tener una 'visión' sensible que lo que acaecía en cada punto caliente de la batalla. En la actualidad se denomina 'Fingerspitzengefühl' a la capacidad de percibir y comprender la situación en escenarios complejos. En estos casos los decisores confían más en su intuición, que en su capacidad analítica.